# Neuville-Bosc
Ne doit pas être confondu avec La Neuville-du-Bosc.
Pour les articles homonymes, voir Neuville.
Neuville-Bosc est une commune française située dans le département de l'Oise, en région Hauts-de-France.

## Géographie
|            | Monts         | Ivry-le-Temple |
| Monneville | Neuville-Bosc | Hénonville     |
| Chavençon  | Haravilliers  | Berville       |

### Hydrographie
La commune est située dans le bassin Seine-Normandie. Elle est drainée par le Sausseron,.
Le Sausseron, d'une longueur de 24 km, prend sa source dans la commune  et se jette  dans l'Oise à Parmain, après avoir traversé onze communes. 

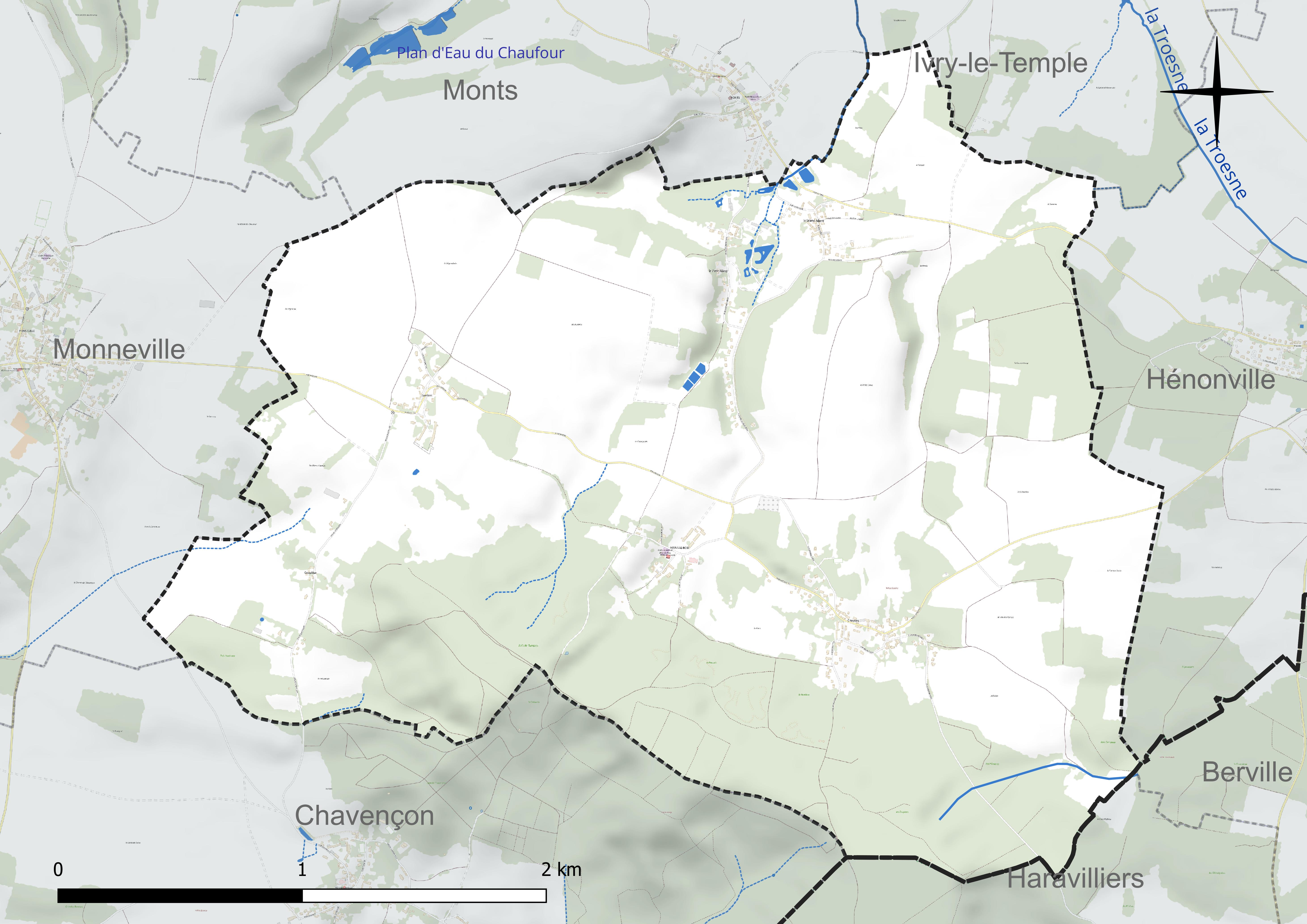
Réseau hydrographique de Neuville-Bosc.

### Climat
Pour des articles plus généraux, voir Climat des Hauts-de-France et Climat de l'Oise.
En 2010, le climat de la commune est de type climat océanique dégradé des plaines du Centre et du Nord, selon une étude du CNRS s'appuyant sur une série de données couvrant la période 1971-2000. En 2020, Météo-France publie une typologie des climats de la France métropolitaine dans laquelle la commune est exposée à un climat océanique et est dans la région climatique  Sud-ouest du bassin Parisien, caractérisée par une faible pluviométrie, notamment au printemps (120 à 150 mm) et un hiver froid (3,5 °C). 
Pour la période 1971-2000, la température annuelle moyenne est de 10,6 °C, avec une amplitude thermique annuelle de 14,7 °C. Le cumul annuel moyen de précipitations est de 747 mm, avec 10,9 jours de précipitations en janvier et 8,4 jours en juillet. Pour la période 1991-2020, la température moyenne annuelle observée sur la station météorologique la plus proche, située sur la commune de Jaméricourt à 15 km à vol d'oiseau, est de 11,0 °C et le cumul annuel moyen de précipitations est de 695,7 mm,. Pour l'avenir, les paramètres climatiques de la commune estimés pour 2050 selon différents scénarios d'émission de gaz à effet de serre sont consultables sur un site dédié publié par Météo-France en novembre 2022.

## Urbanisme

### Typologie
Au 1er janvier 2024, Neuville-Bosc est catégorisée commune rurale à habitat dispersé, selon la nouvelle grille communale de densité à sept niveaux définie par l'Insee en 2022.
Elle est située hors unité urbaine. Par ailleurs la commune fait partie de l'aire d'attraction de Paris, dont elle est une commune de la couronne,. 

### Occupation des sols
L'occupation des sols de la commune, telle qu'elle ressort de la base de données européenne d'occupation biophysique des sols Corine Land Cover (CLC), est marquée par l'importance des territoires agricoles (66,8 % en 2018), en augmentation par rapport à 1990 (57,8 %). La répartition détaillée en 2018 est la suivante : 
terres arables (47,4 %), forêts (30,6 %), prairies (13,1 %), zones agricoles hétérogènes (6,3 %), zones urbanisées (2,5 %). L'évolution de l'occupation des sols de la commune et de ses infrastructures peut être observée sur les différentes représentations cartographiques du territoire : la carte de Cassini (XVIIIe siècle), la carte d'état-major (1820-1866) et les cartes ou photos aériennes de l'IGN pour la période actuelle (1950 à aujourd'hui).

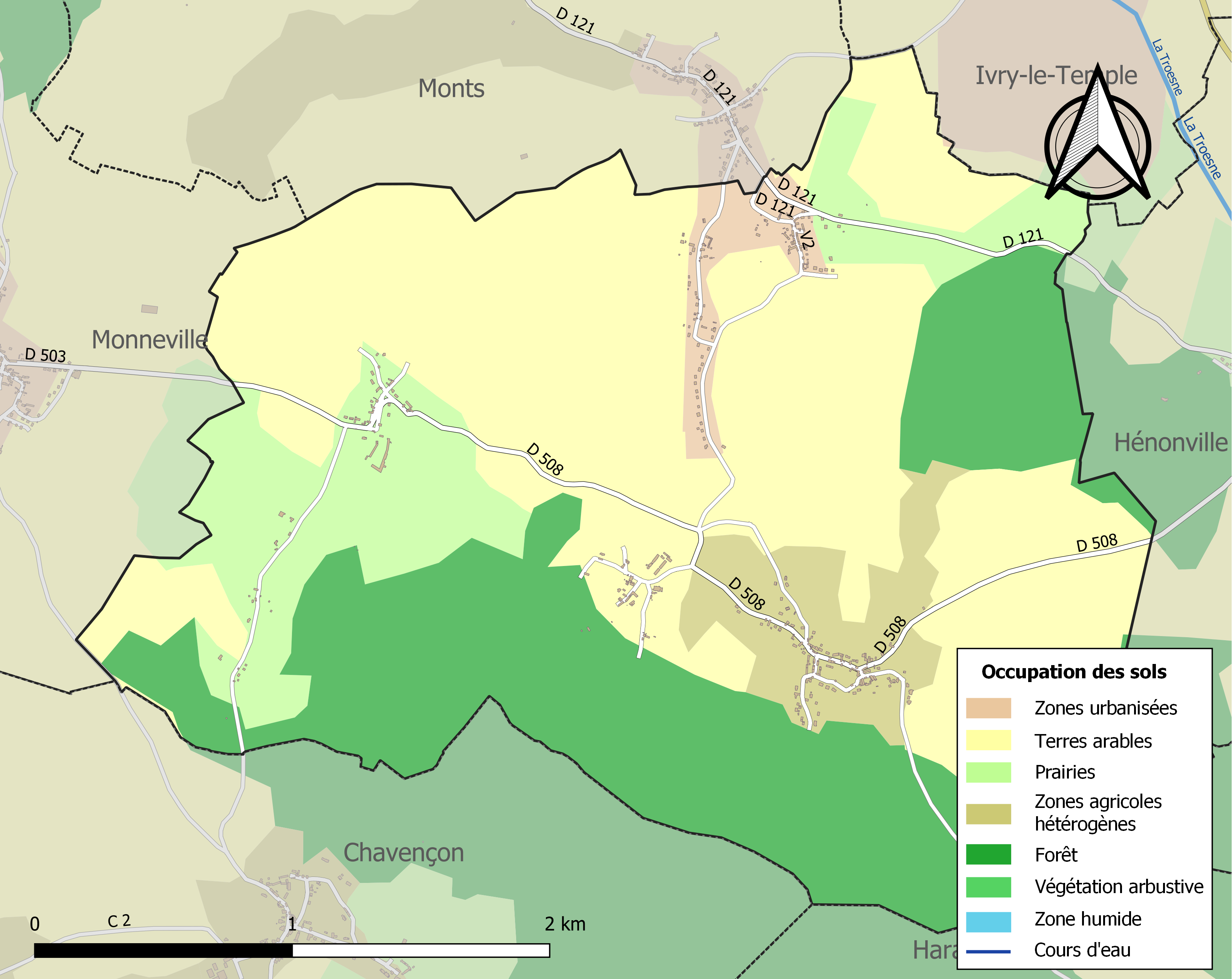
Carte des infrastructures et de l'occupation des sols de la commune en 2018 (CLC).

### Voies de communication et transports
La commune est desservie, en 2023, par les lignes 6112, 6121 et 6131 du réseau interurbain de l'Oise.

## Toponymie
Attestée sous différentes formes Fagidum Nova Villae « La ferme nouvelle du hêtre (de la hêtraie) » au IXe siècle, In fagido de colonica Novae Villae in Vilcasino « La nouvelle ferme près des hêtres dans le Vexin », Petrus de Neuvilla in bosco en 1208 (Il est question d'un certain Petrus (Pierre) de la ville nouvelle dans le bois), Nova Villa in bosco en 1209, Nove Ville in bosco en 1211 (Nemoris signifiant forêt), Nova Villa nemoris en 1211, Novam Villam in nemore au XIIIe siècle, Nova Villa in bosco 1221-1231-1256), Nova Villa nemoris en 1211 et en 1337, Nova Villa nemoris en 1211, Neuvillebot en 1486, Neufville bos en 1489, Neufville le bos en 1502, Neufville obost en 1570-1610 et 1720, La Neuville au boz en 1579, La Neuville au bos en 1590, La Neuville bost et Neuville au bos au XVIe siècle, La Neuville au bois en 1635, Neufville Obos en 1666 ), Nova Villa nemoris en 1211, Neuville aux botz en 1667, Neuville aux boscs en 1787, Neuvillebosc  en 1840, Neuville-Bosc 1914.

## Histoire
Chavençon a été rattachée à Neuville-Bosc en 1826 mais en a été détachée dès 1833.

## Politique et administration
| Période                                  | Période    | Identité             | Étiquette | Qualité                                       |
| ---------------------------------------- | ---------- | -------------------- | --------- | --------------------------------------------- |
| Les données manquantes sont à compléter. |            |                      |           |                                               |
| 1983                                     | 2004       | Gabriel Dujardin     |           |                                               |
| 2004                                     | avril 2016 | Jean Pierre Charpiot |           | retraité-cadre de la SACEM Décédé en fonction |
|                                          | En cours   |                      |           |                                               |

## Population et société

### Démographie

#### Évolution démographique
L'évolution du nombre d'habitants est connue à travers les recensements de la population effectués dans la commune depuis 1793. Pour les communes de moins de 10 000 habitants, une enquête de recensement portant sur toute la population est réalisée tous les cinq ans, les populations de référence des années intermédiaires étant quant à elles estimées par interpolation ou extrapolation. Pour la commune, le premier recensement exhaustif entrant dans le cadre du nouveau dispositif a été réalisé en 2008.

En 2022, la commune comptait 475 habitants, en évolution de −9,35 % par rapport à 2016 (Oise : +0,87 %, France hors Mayotte : +2,11 %).
| 1793 | 1800 | 1806 | 1821 | 1831 | 1836 | 1841 | 1846 | 1851 |
| ---- | ---- | ---- | ---- | ---- | ---- | ---- | ---- | ---- |
| 487  | 504  | 573  | 550  | 733  | 460  | 401  | 404  | 392  |

| 1856 | 1861 | 1866 | 1872 | 1876 | 1881 | 1886 | 1891 | 1896 |
| ---- | ---- | ---- | ---- | ---- | ---- | ---- | ---- | ---- |
| 365  | 354  | 322  | 283  | 269  | 248  | 259  | 268  | 245  |

| 1901 | 1906 | 1911 | 1921 | 1926 | 1931 | 1936 | 1946 | 1954 |
| ---- | ---- | ---- | ---- | ---- | ---- | ---- | ---- | ---- |
| 248  | 248  | 232  | 215  | 221  | 178  | 173  | 183  | 149  |

| 1962 | 1968 | 1975 | 1982 | 1990 | 1999 | 2006 | 2008 | 2013 |
| ---- | ---- | ---- | ---- | ---- | ---- | ---- | ---- | ---- |
| 150  | 155  | 191  | 266  | 346  | 440  | 503  | 522  | 535  |

| 2018 | 2022 | - | - | - | - | - | - | - |
| ---- | ---- | - | - | - | - | - | - | - |
| 497  | 475  | - | - | - | - | - | - | - |

#### Pyramide des âges
La population de la commune est relativement jeune.
En 2018, le taux de personnes d'un âge inférieur à 30 ans s'élève à 34,8 %, soit en dessous de la moyenne départementale (37,3 %). À l'inverse, le taux de personnes d'âge supérieur à 60 ans est de 22,1 % la même année, alors qu'il est de 22,8 % au niveau départemental.
En 2018, la commune comptait 249 hommes pour 248 femmes, soit un taux de 50,1 % d'hommes, légèrement supérieur au taux départemental (48,89 %).
Les pyramides des âges de la commune et du département s'établissent comme suit.
| Hommes | Classe d’âge | Femmes |
| ------ | ------------ | ------ |
| 0,0    | 90 ou +      | 0,4    |
| 4,4    | 75-89 ans    | 4,8    |
| 16,5   | 60-74 ans    | 18,1   |
| 28,5   | 45-59 ans    | 26,2   |
| 16,1   | 30-44 ans    | 15,3   |
| 16,1   | 15-29 ans    | 17,7   |
| 18,5   | 0-14 ans     | 17,3   |

| Hommes | Classe d’âge | Femmes |
| ------ | ------------ | ------ |
| 0,5    | 90 ou +      | 1,4    |
| 5,5    | 75-89 ans    | 7,6    |
| 15,6   | 60-74 ans    | 16,3   |
| 20,8   | 45-59 ans    | 20     |
| 19,4   | 30-44 ans    | 19,4   |
| 17,6   | 15-29 ans    | 16,2   |
| 20,6   | 0-14 ans     | 19,1   |

## Lieux et monuments
- Église Saint-Martin, dont l'origine remonte aux XIIe et XIIIe siècles.
- Mairie.
- Château de Neuville-Bosc 60119
- Mégalithes.
- Source du Sausseron.
- Buttes de Rosne.

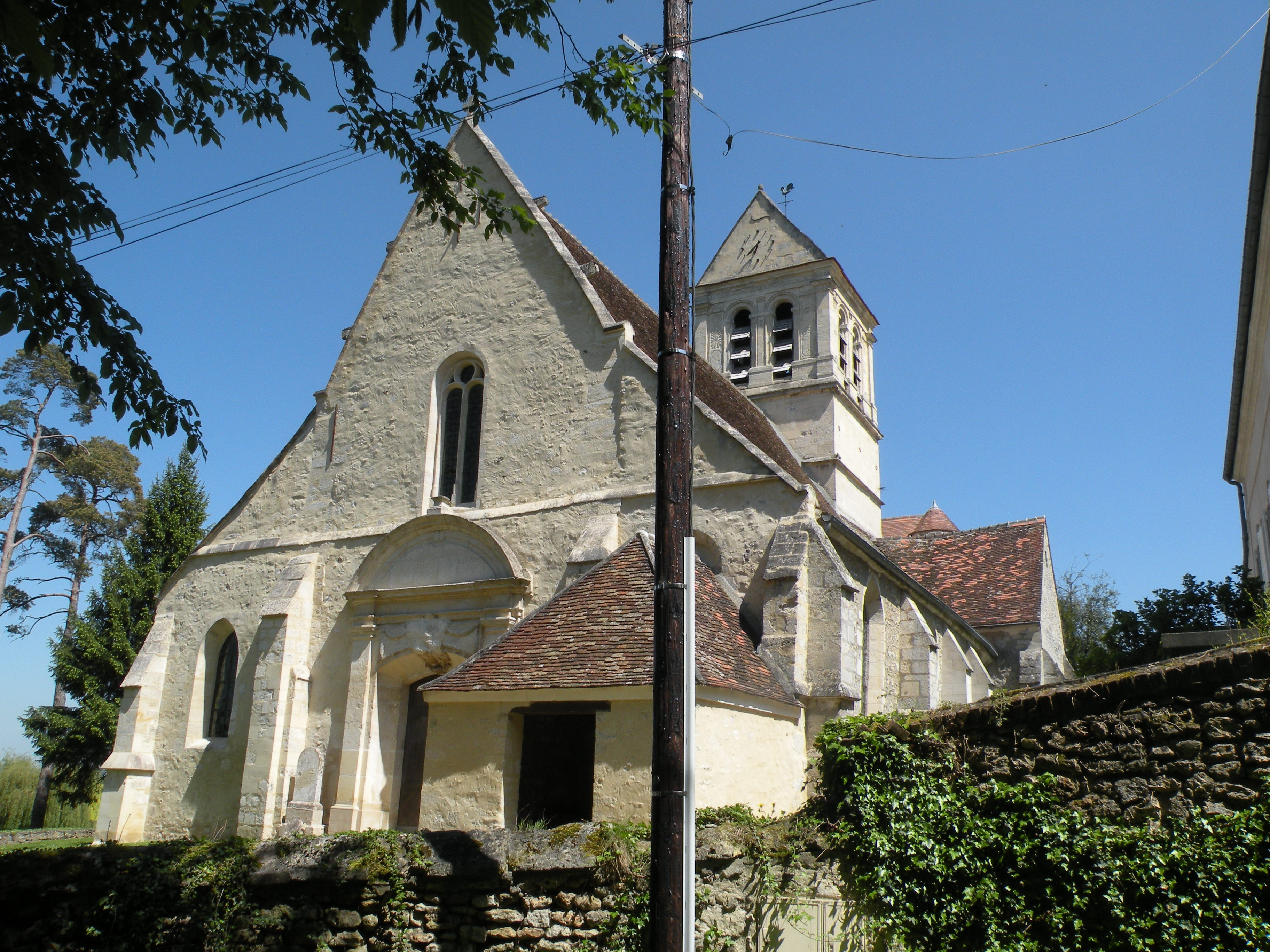
Église Saint-Martin.
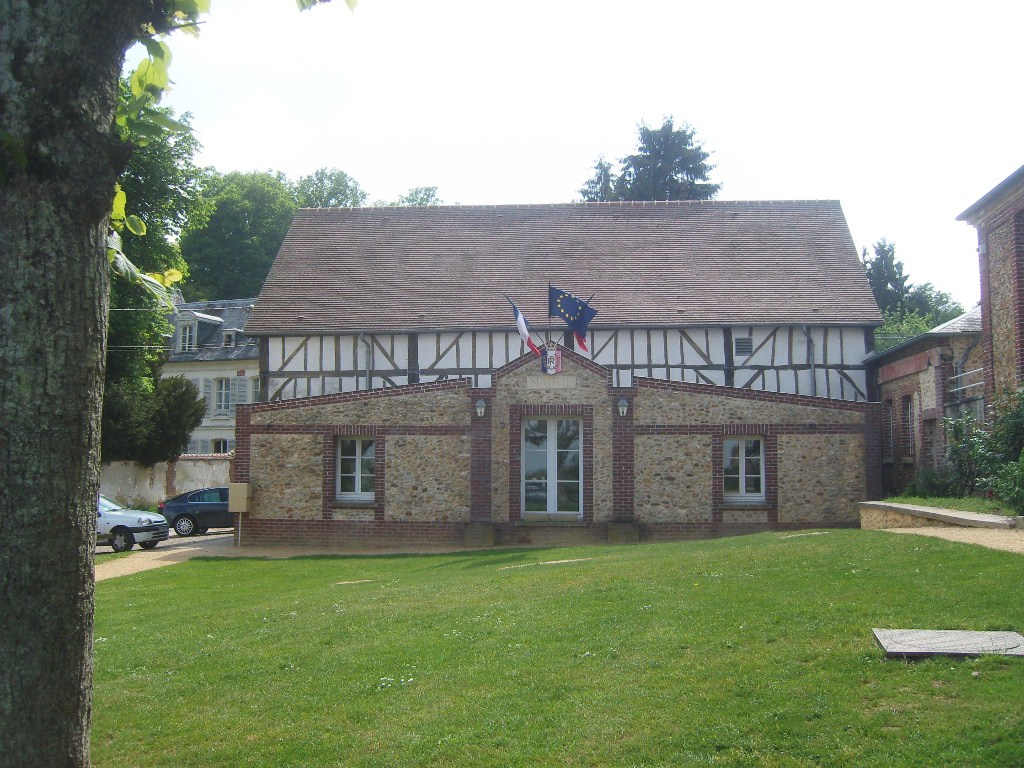
Mairie.
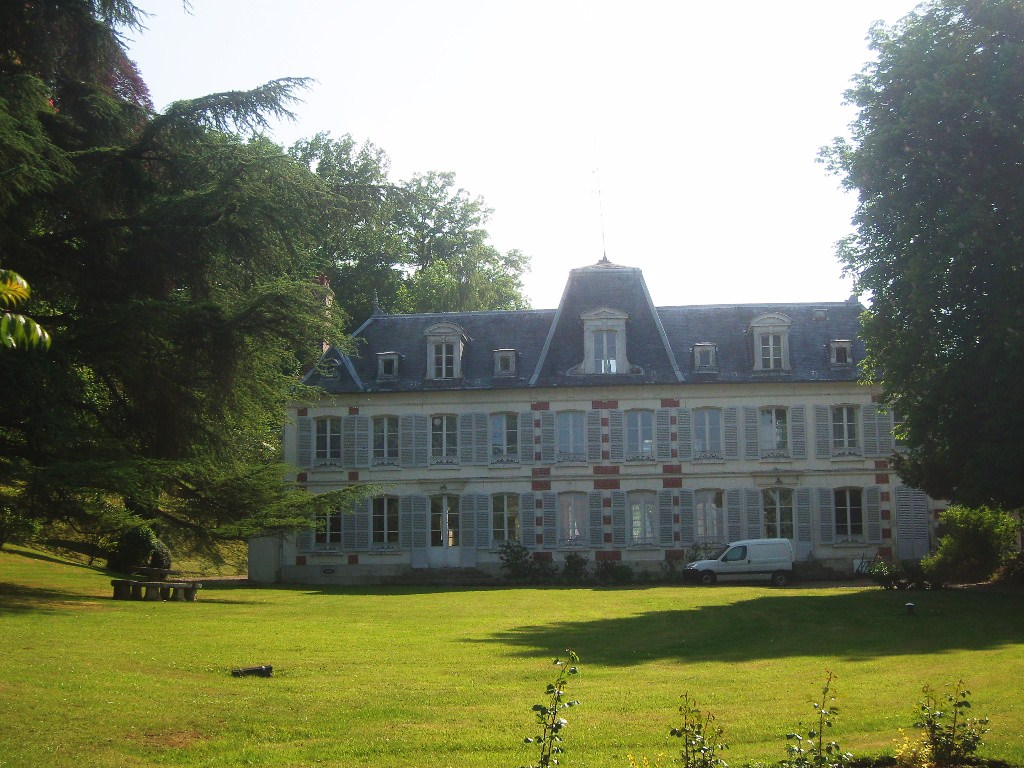
Château.

## Personnalités liées à la commune
- Antoine Havard (1800-1877), industriel de la soierie.

## Héraldique
| Armes de Neuville-Bosc | Les armes de Neuville-Bosc se blasonnent ainsi : Parti au I d'azur au chevron d'or chargé d'un chevron de gueules, accompagné de trois gerbes de blé aussi d'or, au II de gueules aux trois lions léopardés d'argent l'un sur l'autre, le second contourné. |